# Episodi di Aqua Teen Hunger Force (ottava stagione)

Immagine tratta dalla sigla dell'ottava stagione di Aqua Teen Hunger Force.

L'ottava stagione della serie animata Aqua Teen Hunger Force, intitolata Aqua Unit Patrol Squad 1, composta da 10 episodi, è stata trasmessa negli Stati Uniti, da Adult Swim, dall'8 maggio al 24 luglio 2011. 
In Italia la stagione è stata interamente pubblicata il 1º febbraio 2018 su TIMvision.
| nº | Codice di produzione | Titolo originale          | Titolo italiano               | Prima TV USA   | Pubblicazione Italia |
| -- | -------------------- | ------------------------- | ----------------------------- | -------------- | -------------------- |
| 1  | 1001                 | Allen Part One            | L'ipersonno                   | 8 maggio 2011  | 1º febbraio 2018     |
| 2  | 1002                 | Allen Part Two            | Allen, il giustiziere         | 15 maggio 2011 | 1º febbraio 2018     |
| 3  | 1004                 | Intervention              | L’intervento                  | 22 maggio 2011 | 1º febbraio 2018     |
| 4  | 1003                 | Freedom Cobra             | Il tatuaggio                  | 5 giugno 2011  | 1º febbraio 2018     |
| 5  | 1005                 | The Creditor              | Il Creditore                  | 12 giugno 2011 | 1º febbraio 2018     |
| 6  | 1006                 | Vampirus                  | Vampiri                       | 19 giugno 2011 | 1º febbraio 2018     |
| 7  | 1008                 | Wi-tri                    | Il rischio triangolo          | 26 giugno 2011 | 1º febbraio 2018     |
| 8  | 1009                 | Jumpy George              | La giovane mamma              | 10 luglio 2011 | 1º febbraio 2018     |
| 9  | 1010                 | Lasagna                   | Il controllo della rabbia     | 17 luglio 2011 | 1º febbraio 2018     |
| 10 | 1007                 | Last Dance for Napkin Lad | L’ultimo ballo per Tovagliolo | 24 luglio 2011 | 1º febbraio 2018     |

## L'ipersonno
- Titolo originale: Allen Part One
- Diretto da: Dave Willis e Matt Maiellaro
- Scritto da: Dave Willis e Matt Maiellaro

### Trama
Mentre Frullo, Fritto e Polpetta, sotto il nome di Aqua Unit Patrol Squad, fanno un'indagine in una casa abbandonata, un operaio edile si avvicina accanto alla casa e inizia a demolirla. Frullo entra quindi in discussione con l'operaio, il quale picchia Frullo e gli rompe la mano destra. All'ospedale, Frullo dice a Fritto e Polpetta che adesso non può fare nulla con la mano destra e Fritto crede che la loro recita nel nuovo show non sia affatto migliore rispetto alle cose che facevano di solito a casa. Frullo pensa che per migliorare il loro show serva più crimine e azione, quindi, dopo essere andati al laboratorio del Dr. Weird, decide di entrare nella camera dell'ipersonno. Il suo piano è di rimanere congelato per nove anni per poi ritornare nel mondo reale e trovare più crimini e casi da risolvere. Tuttavia, mentre la porta di frullo si sta chiudendo, Fritto e Polpetta bloccano la loro porta e lasciano Frullo da solo nell'ipersonno. Mentre Fritto e Polpetta se ne vanno, nell'ipersonno di Frullo sbucca un ragno alieno a forma di pene, che, nel frattempo, cerca di accoppiarsi con la faccia di Frullo. La creatura, che in seguito si rivelerà chiamarsi Danny, si accoppia con la faccia di Frullo per tutti i nove anni che Frullo dovrà passare all'interno dell'ipersonno. Dopo che Frullo si risveglia dall'ipersonno, l'alieno salta via e tira il suo lungo intestino rosso che si è fatto strada per tutto quel tempo nella gola di Frullo. In seguito si scopre che l'alieno ha depositato le uova dentro di lui, ma prima che finisca la frase viene colpito misteriosamente da un fulmine, uccidendolo. Disgustato, Frullo lascia il corpo in decomposizione alle spalle e si precipita in una clinica per aborti, dove fa rimuovere tutti i parassiti. Più tardi, Frullo scopre che la sua casa è stata abbandonata e che è mezza distrutta e coperta di grandi ragnatele. Rendendosi conto che tutto ciò che usava e amava era sparito, inizia a piangere e a rotolare nel retro del cortile.
- Guest star: Steven Wright (Danny).
- Altri interpreti: Gregory Alan Williams (operaio), Dan Triandiflou, Tripp Bradshaw, Eugene Mirman (Gene Belcher), Ned Hastings.
- Ascolti USA: telespettatori 1.846.000 – rating/share 18-49 anni[3].

## Allen, il giustiziere
- Titolo originale: Allen Part Two
- Diretto da: Dave Willis e Matt Maiellaro
- Scritto da: Dave Willis e Matt Maiellaro

### Trama
Frullo si reca a casa del suo vicino Carl (ora ridipinta e stracolma di spazzatura nel cortile) per scoprire che si è trasferito e che ci vive invece un uomo di nome George Lowe, con lo pseudonimo di "Mister Beefy". George gli mostra un'area da affittare che si trova in una brutta zona della città, rivelando che è gratuita. Mentre due bambini stavano cercando di rubare degli oggetti vengono colpiti da dei fulmini all'interno della stanza. Frullo non se la sente di comprarlo e George, dopo essersi sfogato volgarmente con lui, viene ucciso da una scarica di fulmini. Frullo corre a una cabina telefonica e lascia diversi messaggi per farsi venire a prendere sulla segreteria di Frutto senza avere successo. Si scopre che Fritto e Polpetta vivono ora in un appartamento e dopo aver ricevuto i messaggi, Fritto distrugge il telefono. Frullo vaga nella città e viene fermato da due gangster amichevoli che chiedono a Frullo se ha bisogno di indicazioni. Frullo è spaventato da loro ed è sorpreso che non vogliano ucciderlo. Uno dei gangster quindi estrae un coltello e viene fulminato dopo aver menzionato Allen e averlo minacciato. Frullo interroga l'altro gangster su Allen, e lui cerca di allontanarsi fingendo di non sapere di cosa sta parlando. Frullo viene quindi rapito e gettato in una minuscola stanza con vari monitor all'interno. Allen, il cui vero nome è Alien, rivela che i monitor tracciano tutte le cattive azioni di tutto il mondo. Dichiarando che Frullo è la persona più cattiva del pianeta, lo minaccia di fulminarlo tuttavia Frullo afferma di avere un "campo di forza"; Allen ci crede e si astiene dall'ucciderlo. Fritto e Polpetta raggiungono la piattaforma di Allen e Polpetta dice a Fritto di avere un piano. Nel frattempo, Allen spiega a Frullo di avere un padre violento che lo ha costretto a fare il lavoro che sta facendo e che dopo che lui e il suo amico Tommy hanno fatto una festa, Tommy gli ha rovinato il tavolo da biliardo di suo padre. Frullo dice di conoscere suo padre e che sta andando fuori città per affari. Allen vede questa come l'occasione perfetta per festeggiare con il suo amico Tommy e dice a Frullo di fare il suo lavoro. Il piano di Polpetta inizia, con lui che cerca di stuzzicare l'alieno e Fritto che lo riempie di parolacce. Allen fa esplodere e uccide Fritto e dà a Frullo i suoi poteri, salendo fuori dalla stanza e lasciandolo al comando della piattaforma. Tuttavia prima che possa salire nella sala delle feste, prende fuoco perché Tommy stava fumando e Allen inizia a discutere con suo padre. Frullo preme quindi un pulsante che mette uno scudo sulla torre, e il padre di Allen lo fulmina e lo uccide per "il suo bene".
- Guest star: Matt Berry (Allen), Michael K. Williams (uomo con la maglia bianca), Donnie Blue (uomo col coltello).
- Altri interpreti: Mabel Dixon (ragazzo).
- Ascolti USA: telespettatori 1.798.000 – rating/share 18-49 anni[4].

## L'intervento
- Titolo originale: Intervention / The Intervention
- Diretto da: Dave Willis e Matt Maiellaro
- Scritto da: Dave Willis e Matt Maiellaro

### Trama
Carl viene arrestato per guida in stato di ebbrezza e finisce in prigione, spingendo Fritto a salvarlo e portarlo a casa. Il giorno successivo, lo stesso ufficiale installa un etilometro che deve essere soffiato per avviare la 2Wycked di Carl. Tenta di convincere Fritto a portarlo in aereo allo strip club Melonshakers, ma Fritto rifiuta. Riesce a convince Polpetta ad andare con lui, il quale soffia nell'etilometro per avviare l'auto. Mentre inizialmente cerca lasciare Polpetta fuori dal locale, lo fa entrare comportandosi come se non si conoscessero. Più tardi nella mattinata, Carl è sdraiato ubriaco accanto alla sua auto e chiede a Polpetta di soffiare nell'etilometro ma l'auto non si avvia perché anche Polpetta ha bevuto. Trascina Carl fino al minimarket ma vengono accolti dall'agente di polizia che ha arrestato precedentemente Carl. Polpetta chiede all'agente di soffiare nel tubo, spingendolo a cercare di arrestarlo insieme a Carl, tuttavia viene fermato da Fritto. Li riporta a casa e organizza a Carl un intervento a casa degli Aqua Teen, durante il quale Fritto gli chiede di pregare Gesù Cristo. Carl chiede a Fritto di dimostrare che Gesù esiste. Vanno in un museo con i beni di Gesù e dopo aver preso i suoi presunti capelli, li mettono nel clonatore di Fritto, tuttavia si scopre che appartengono a Rupert, il parrucchiere omosessuale di Gesù. Fritto chiede a Rupert di convincere Carl ad accettare Gesù Cristo come suo salvatore, tuttavia Carl finisce per convincere Rupert a soffiare nell'etilometro e ad avviare la sua auto. Carl viene nuovamente fermato e arrestato.
- Guest star: Idris Elba (agente di polizia).
- Ascolti USA: telespettatori 1.749.000 – rating/share 18-49 anni[5].

## Il tatuaggio
- Titolo originale: Freedom Cobra
- Diretto da: Dave Willis e Matt Maiellaro
- Scritto da: Dave Willis e Matt Maiellaro

### Trama
Frullo è in giro per il parco di Seattle, cercando di farsi vedere dalle donne, le quali lo ignorano. Accusa ogni singola donna di essere lesbica e ordina a Polpetta di liberare il cane, che tuttavia lo attacca. Dopo aver visto un uomo coperto di tatuaggi farsi strada con una donna nuda, chiede ancora una volta di liberare il cane, che lo insegue nuovamente. Tornato a casa, Frullo arriva alla convinzione che se deve ammiccare con le donne, deve farsi un tatuaggio. Dopo ulteriori attacchi da parte del cane, Frullo va in un negozio di tatuaggi. L'uomo afferma che ne ha uno solo al prezzo suggerito da Frullo, ma che deve aspettare un temporale per "installarlo". Presto Frullo torna a casa con il nuovo tatuaggio, il Cobra della Libertà. Frullo torna al parco, dove piove, e il tatuaggio si scopre essere vivo, affermando che deve nutrirsi di calcio dalle ossa umane. Frullo gli dice che ha un cane che potrebbe mangiarle e il giorno dopo si scopre che Frullo l'ha mangiato. Il Cobra della Libertà afferma che deve mangiare altra carne, tuttavia Frullo gli dice che non può mangiare Polpetta. Invece va a casa di Carl, dove porta con sé una motosega e lo uccide per mangiarlo. Tornato a casa, il tatuaggio di Frullo è cresciuto su gran parte del suo corpo. Il tatuaggio mostra anche Fritto e Polpetta che vengono spinti giù da un macinino e dati in pasto al Cobra. Fritto e Polpetta portano Frullo dal dottore dove hanno in programma di rimuoverlo, tuttavia invece gli vengono tagliate le mani e consumate da Frullo, su richiesta del Cobra della Libertà. Frullo viene quindi mostrato con il tatuaggio cresciuto su tutto il corpo e con un intervento di chirurgia plastica.
- Altri interpreti: Ollie Green (ragazzo), Jim Brown (tatuatore), Gregory Alan Williams (Cobra della Libertà), Eugene Mirman (Gene Belcher).
- Ascolti USA: telespettatori 1.657.000 – rating/share 18-49 anni[6].

## Il Creditore
- Titolo originale: The Creditor
- Diretto da: Dave Willis e Matt Maiellaro
- Scritto da: Dave Willis e Matt Maiellaro

### Trama
Frullo deve visitare il suo terapista e guida il suo nuovo hummer fino al parcheggio degli uffici. Lì, gli racconta tutto del suo incontro con il Creditore. Durante un flashback viene mostrato che Frullo ha firmato un contratto con il Creditore, il quale minaccia il bicchiere. Frullo e il Creditore sono andati in un night club, solo perché il Creditore uccidesse le donne con cui usciva. In una terra desolata, Frullo seppellisce i loro corpi. Decidono quindi di andare in un altro night club, nel tentativo di uccidere il DJ del locale. Ancora una volta, Frullo seppellisce il corpo assassinato nella terra desolata. Dopo un po', Frullo riesce a nascondersi dal Creditore. Dopo averlo incontrato nel prato davanti, Frullo gli dice che non può più stare con lui. Presto, il Creditore inizia a uccidere gli amici di Frullo, tranne Polpetta, che non ha la spina dorsale. Dopo aver ucciso Fritto, il Creditore si stanca e si irrita. Frullo gli dice che se vuole dare la caccia alle persone, dovrebbe attenersi a vagabondi e prostitute. Mentre Frullo conclude la sua storia, il Creditore ha trovato Frullo, distrugge il suo hummer e uccide lui e il suo terapista, rivelando che l'intero racconto era una favola della buonanotte raccontata dal Creditore ai suoi due figli.
- Altri interpreti: Dan Triandiflou (Il Creditore), Shawn Coleman (terapista).
- Ascolti USA: telespettatori 1.289.000 – rating/share 18-49 anni[7].

## Vampiri
- Titolo originale: Vampirus
- Diretto da: Dave Willis e Matt Maiellaro
- Scritto da: Dave Willis e Matt Maiellaro

### Trama
Frullo è fuori con Carl nel suo cortile, a prendere il sole ea discutere di una presunta invasione di vampiri che ha ucciso il presidente. Alla fine cala il crepuscolo e i pipistrelli vampiri colpiscono, portando con sé Frullo, mentre lo mordono da tutte le parti. Il giorno successivo, Polpetta scopre che il loro vecchio padrone di casa Markula è stato intervistato in televisione per il telegiornale locale. Frullo ritorna, mostrando di essere completamente morso e infetto. Polpetta non può lasciarlo entrare, tuttavia è determinato a farlo e alla fine lo fa entrare. Gli Aqua Teen vanno alla caverna di Markula e raggiungono il posto, Fritto e Polpetta lasciano Frullo da solo per affrontare Markula e i suoi scagnozzi, solo per scoprire che è immune al vampiro. Frullo presto si fa vedere in televisione, intervistato dallo stesso telegiornale che ha mostrato Marklula. Distribuisce il suo messaggio a tutte le donne e lascia il suo numero telefonico in un atto di rabbia pochi istanti dopo. Fritto dà quindi il vaccino contro i vampiri a Carl in modo che possa essere libero dai vampiri. Quella notte, Carl finisce comunque per essere attaccato dai pipistrelli vampiri. Frullo esce per spruzzargli addosso il sangue del vaccino, il che rende i vampiri infuriati e più affamati. Polpetta fa entrare ciò che resta di Carl e dei pipistrelli. La squadra si nasconde nella stanza di Polpetta, dove Frullo sta pensando ai nomi per il vaccino. Alla fine si mette il deodorante all'aglio, mentre Markula appare insieme a un'orda di pipistrelli attraverso un buco nel tetto di cui Fritto si era lamentato in precedenza. La puzza del deodorante di Frullo allontana i vampiri, incluso Markula. Fritto spiega l'accaduto in un'intervista e rivela di aver creato linee di articoli a base di aglio che lo hanno reso ricco, ma secondo l'intervistatore hanno anche attratto orsi assetati di carne e Frullo distrugge la TV per gelosia e rabbia. Quindi esce per versarsi addosso la salsa di bistecca come "vaccino" per vampiri, pensando che i vampiri vagassero nonostante ogni vampiro sia morto. Piuttosto che scacciare i vampiri, attira gli orsi di cui sono stati avvertiti in TV, nonostante affermi il contrario. Quando Frullo nota una folla di orsi radunarsi intorno a lui, cerca di fare amicizia con loro mentre un nervoso Polpetta lo chiude fuori. Gli orsi procedono quindi a massacrare Frullo.
- Guest star: Tom Hollander (Chuck).
- Ascolti USA: telespettatori 1.442.000 – rating/share 18-49 anni[8].

## Il rischio triangolo
- Titolo originale: Wi-tri
- Diretto da: Dave Willis e Matt Maiellaro
- Scritto da: Dave Willis e Matt Maiellaro

### Trama
La Terra rischia di essere completamente trasformata in un pianeta in cui tutto ha la forma di un Triangolo.
- Guest star: Duncan Trussell, Gregg Turkington (Wi-tri).
- Altri interpreti: Larry Murphy (Zod), Eddie Pepitone (Dolores Brutananadilewski).

## La giovane mamma
- Titolo originale: Jumpy George
- Diretto da: Dave Willis e Matt Maiellaro
- Scritto da: Dave Willis e Matt Maiellaro

### Trama
Frullo e Carl si contendono una giovane mamma con cui vorrebbero passare una piacevole serata. A tal fine incaricano Polpetta di fare da babysitter ai suoi due bambini.
- Altri interpreti: Katie Kneeland (madre), Max Willis (bambino), Sadie Willis (bambina).
- Ascolti USA: telespettatori 1.429.000 – rating/share 18-49 anni[9].

## Il controllo della rabbia
- Titolo originale: Lasagna
- Diretto da: Dave Willis e Matt Maiellaro
- Scritto da: Dave Willis e Matt Maiellaro

### Trama
Carl è in cura da un terapista per imparare a gestire la rabbia, ma Frullo mette a dura prova la sua capacità di autocontrollo.
- Guest star: Zach Hanks (Lance).
- Altri interpreti: Larry Murphy, Eugene Mirman (Gene Belcher).

## L’ultimo ballo per Tovagliolo
- Titolo originale: Last Dance for Napkin Lad
- Diretto da: Dave Willis e Matt Maiellaro
- Scritto da: Dave Willis e Matt Maiellaro

### Trama
Polpetta sta seguendo il suo programma preferito in Tv in compagnia di Frullo, quando improvvisamente la situazione precipita e si trasforma in un’incredibile e paradossale avventura.
- Guest star: Todd Hanson (Tovagliolo).
- Altri interpreti: Nick Ingkatanuwat (pagliaccio in TV), Katie Golden, Shawn Coleman (scheletro), Dan Triandiflou (scheletro).